# Бурков (фамилия)
Бурко́в (Бурко́ва, Бурко́вы) — русская фамилия.

## Древняя Русь
Фамилия восходит к русскому слову бурко́ — конь бурой масти, как в сказке «Сивка-Бурка-вещая каурка». Имя и прозвище Бурко было широко распространено в Древней Руси. Человека могли прозвать Бурком или Бурном по цвету его волос. Возможно, что Бурко — прозвище, связанное с глаголом «буркать». В некоторых диалектах оно означало «ворчать, бормотать, говорить неразборчиво». Не исключено, что данная фамилия связана со словом бурка — кавказский и казачий войлочный плащ особого покроя. Следовательно, фамилию Бурков мог получить наездник, проживавший в районе Кавказских гор.

## Род
Бурковы — старинный русский дворянский род, происходящий от Ивана и Третьяка Гавриловичей Бурковых, владевших в 1571 г. поместьями в Шелонской пятине. Потомки их владели вотчинами в Медынском, Коломенском, Ряжском, Ливенском, Можайском и Белёвском уездах и были записаны в VI часть родословных книг губерний: Ярославской, Тверской, Рязанской и Калужской; но герольдией правительственного Сената ни одна из этих ветвей в древнем дворянстве не утверждена. Дела о дворянстве Бурковых в архиве РГИА фонд 1343 опись 17 дело № 7083 — 7084 — Калужской губ (1840,1843), № 7085 — Рязанской губ (1857), № 7086- Тверской губ (1854), № 7087 — Ярославской губ (1845), № 7088 — о перемене фамилии (1866).

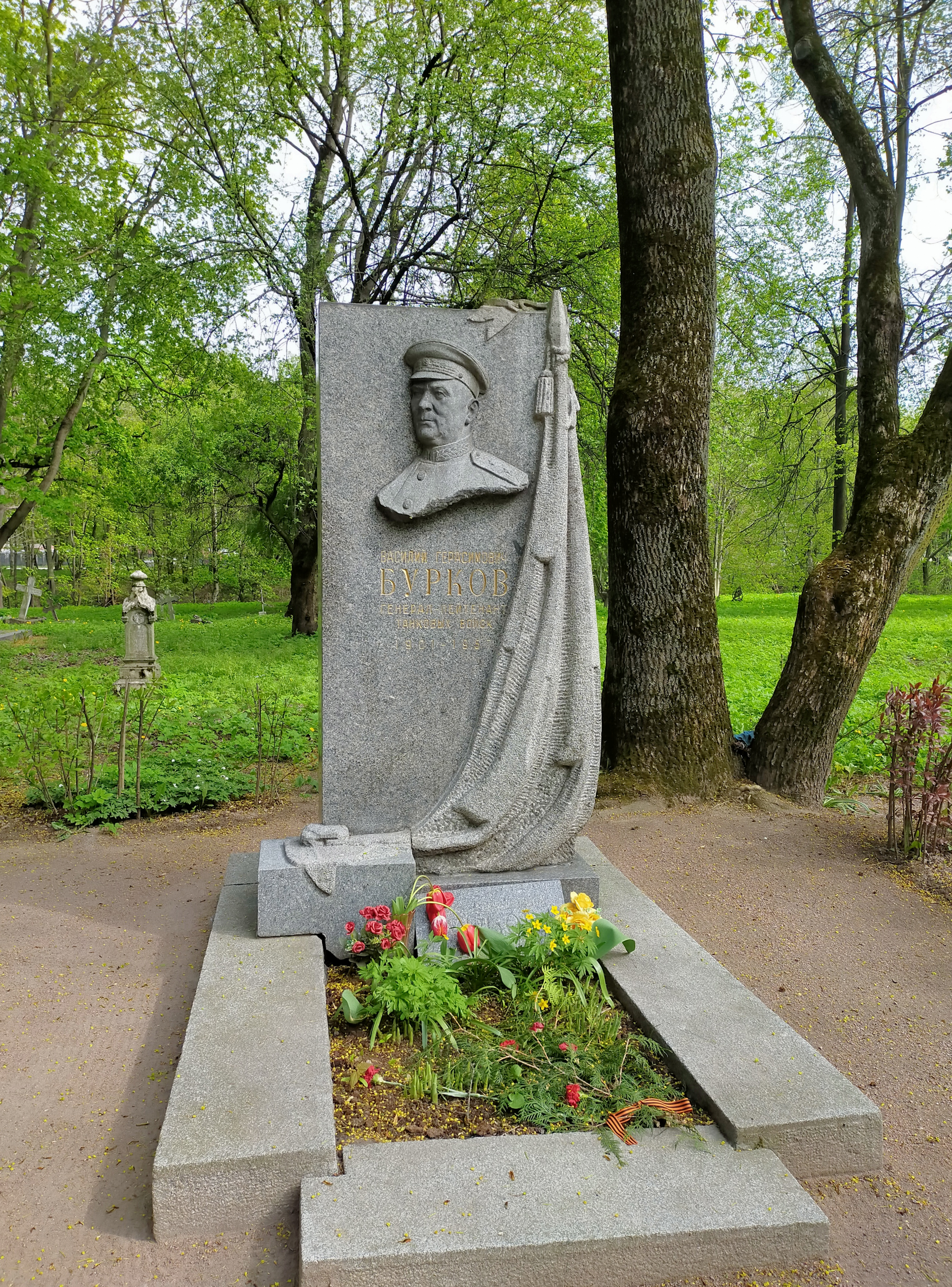
Могила генерал-лейтенанта Василия Буркова на Литераторских мостках в Санкт-Петербурге.

Бурковы упоминаются в числе служилых людей, пожалованных вотчинами в рязанских землях за осадное сидение «в королевичев приход» (Алфавит вотчинников, пожалованных рязанскими землями за московское осадное сидение 1618 г.), в частности, Бурков Третьяк — Шацкий уезд, Подлесский стан; вотчина перешла затем Буркову Ивану Третьякову сыну (ПК № 12079. л. 709 об. — РГАДА. Ф. 1209. Поместный приказ

## У казаков
Фамилия Бурков до 1917 г. встречается в списках казачьих полков Сибирского казачьего войска, переписях населения казачьих станиц, перечнях Георгиевских кавалеров и т. п., а также в документах времён Гражданской войны и после неё в списках репрессированных и реабилитированных.